# Museo Judío de Nueva York
El Museo Judío de Nueva York  es un museo estadounidense, se halla ubicado en la Quinta Avenida en la calle 92, en la antigua mansión de Felix Warburg, y posee una gran colección de objetos religiosos judíos: ceremoniales, pinturas, objetos artísticos y de plata en los que se puede comprobar la habilidad de los judíos en los tiempos históricos en su recorrido por muchas tierras del mundo. 

## Historia
Entre los tesoros más valiosos de este museo se encuentran una pared de mosaico de una sinagoga de Persia del siglo XVI y un arca de madera del siglo XV procedente de Italia. Posee importantes pinturas contemporáneas y obras de fotografía y escultura.
El museo judío ofrece conciertos, conferencias, películas y programas para los niños. Está abierto los lunes, miércoles y jueves desde el mediodía hasta las 17 horas; los martes, desde el mediodía hasta las 20 horas; y los domingos, desde las 11 hasta las 18 horas. Está cerrado los principales días de fiesta judíos y religiosos. El museo abre cada día. De hecho lo único es que los viernes cierra a las 16:00 y el sábado la entrada es gratuita.

## Galería

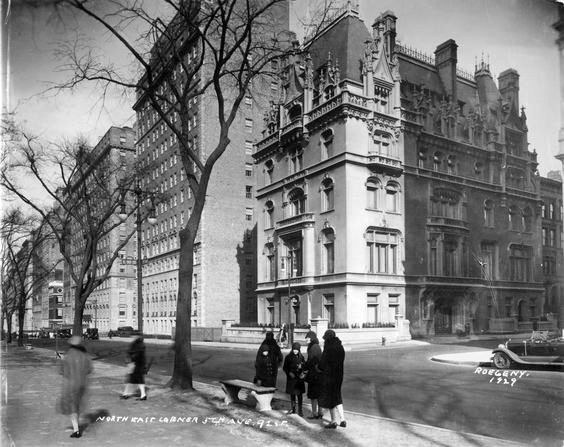
Museo Judío de Nueva York en 1929.
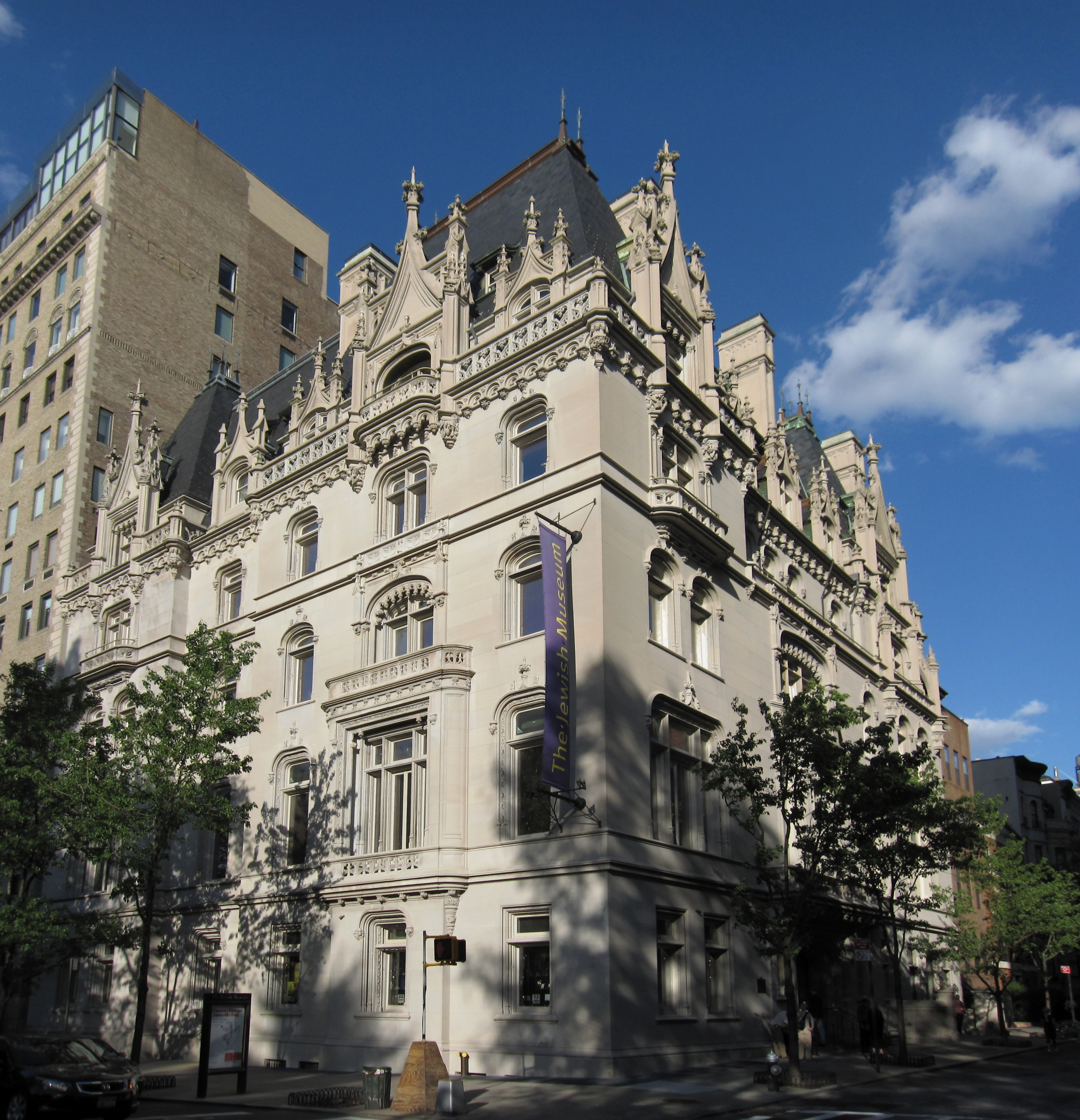
Museo Judío de Nueva York en 2020.